# Armbrustspanner (Gehilfe)

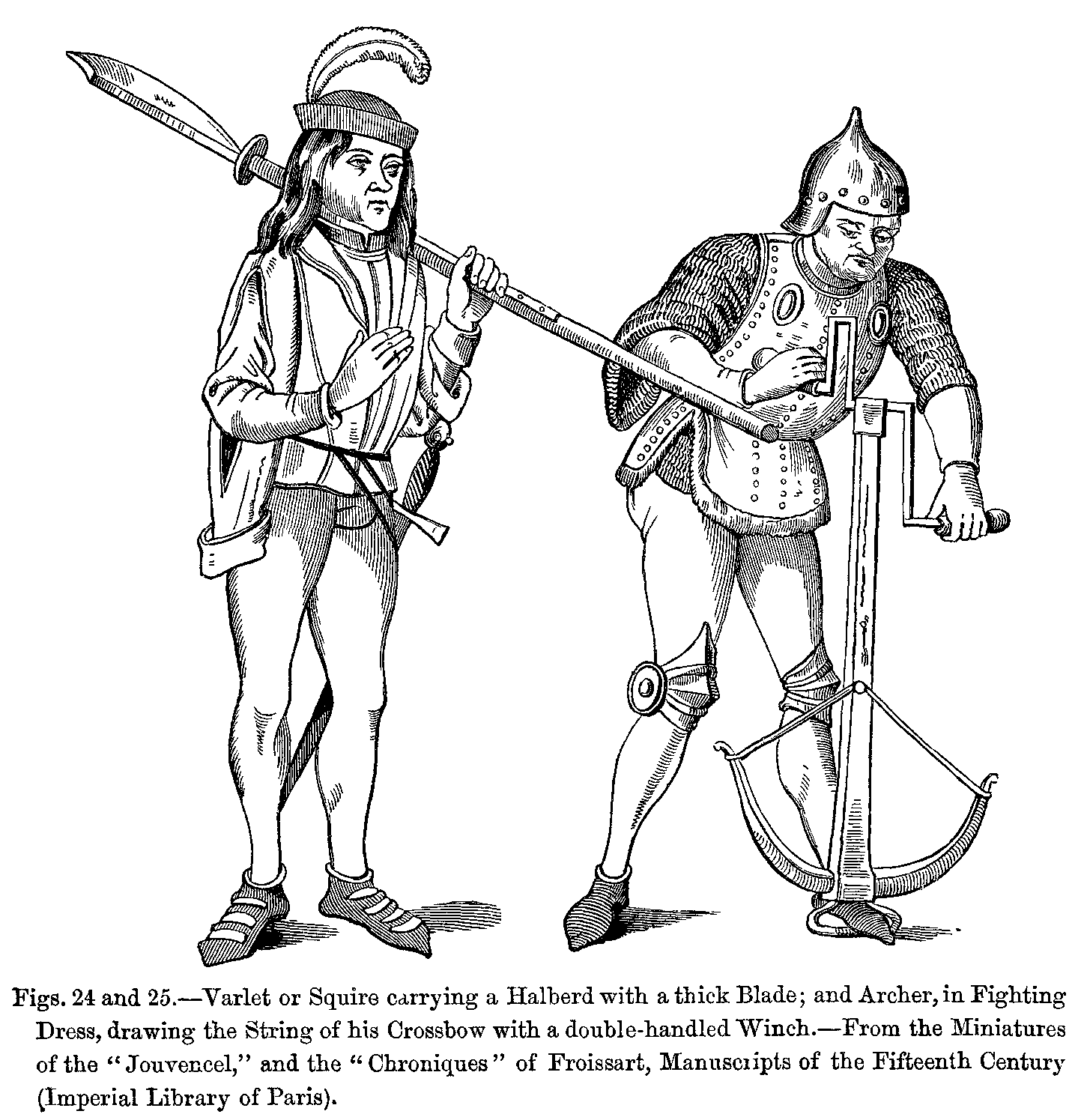
Rechts: Armbrustspannergehilfe bei der Arbeit mit seinem Werkzeug dem Armbrustspanner (Waffentechnik).

Als Armbrustspanner oder kurz Spanner wird eine Hilfskraft bezeichnet, die Armbrüste für den Schützen lädt und vorspannt.

## Beschreibung
Zweck der Arbeit des Armbrustspanners ist es, die Schussrate eines qualifizierteren Schützen bei Verwendung mehrerer Armbrüste zu erhöhen. Aus dieser Tätigkeit entwickelte sich infolge waffentechnischer Entwicklungen auch der Büchsenspanner. Eine besondere Bedeutung erlangten Armbrustspanner im 16. Jahrhundert auch als Bedienstete der höfischen Gesellschaft.  Werden Armbrustspanner bis in das 15. Jahrhundert noch als Teilnehmer militärischer Auseinandersetzungen beschrieben, finden sie sich ab dem 18. Jahrhundert nur noch als Helfer im Rahmen der Jagd oder in Schützenvereinen.
In künstlerischen Darstellungen lassen sich Armbrustspanner ab 1475 finden. Neben verschiedenen Tafelgemälden beispielsweise bei Martin Schongauer „Zwei Armbrustspanner“, gezeichnete um das Jahr 1475, oder in Domenico Tintorettos „Die Eroberung Konstantinopels“ aus dem Jahr 1598. In der Belletristik werden Armbrustspanner beispielsweise mit Heini dem Arbrustspanner des Grafen Oswald von Julius Wolff 1929 oder Gino der Armbrustspanner in Der Rabe von 1984 erwähnt.
In französischsprachigen Beschreibungen aus der Zeit werden auch Armbrustschützen gelegentlich als Cranequeniers (Armbrustspanner) bezeichnet, abgeleitet von der Spannwinde (fr. cric á manivelle) auch Cranequin genannt.

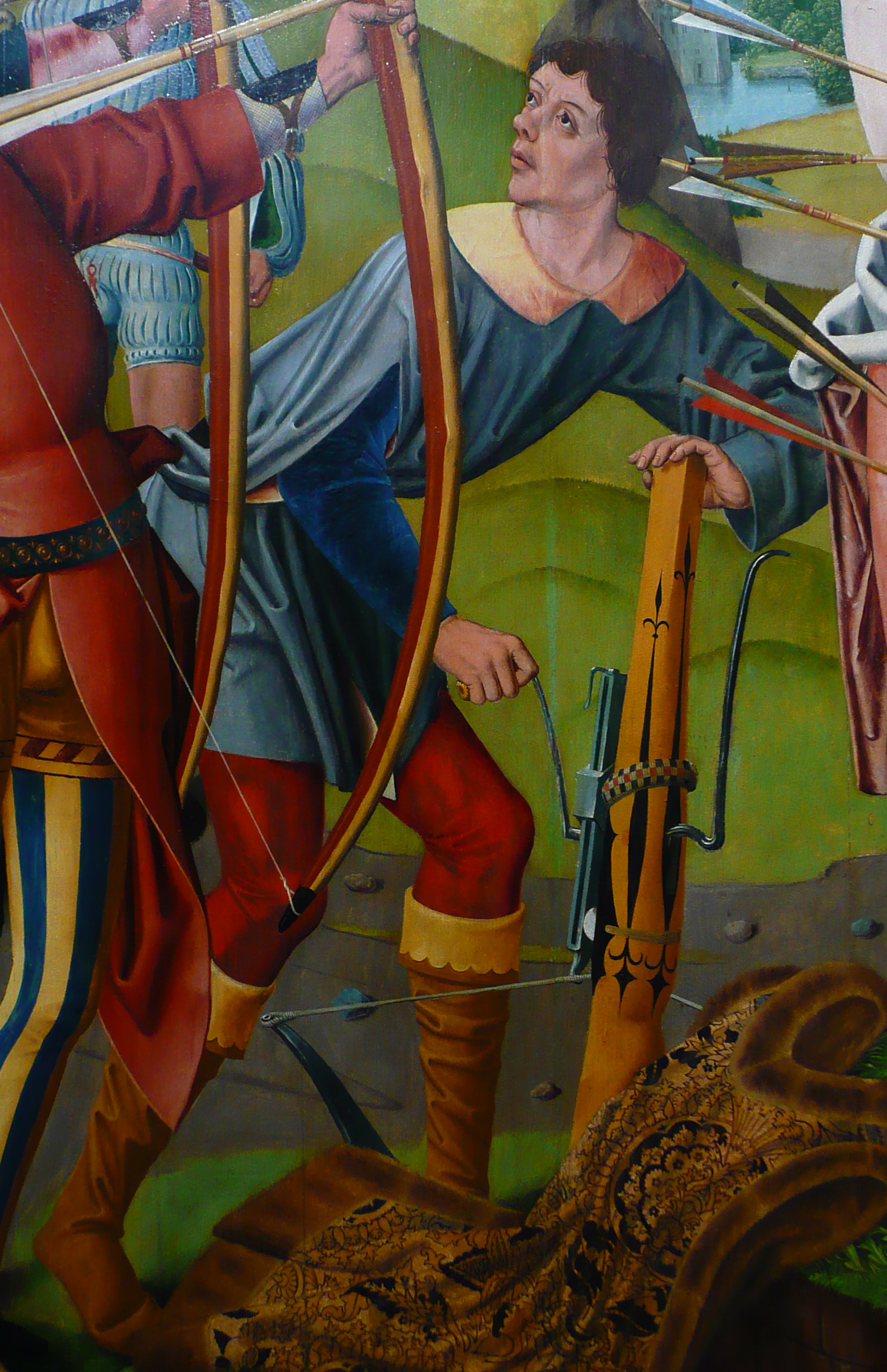
Armbrustspanner mit Winde auf einem Kölner Tafelgemälde von 1493–1494
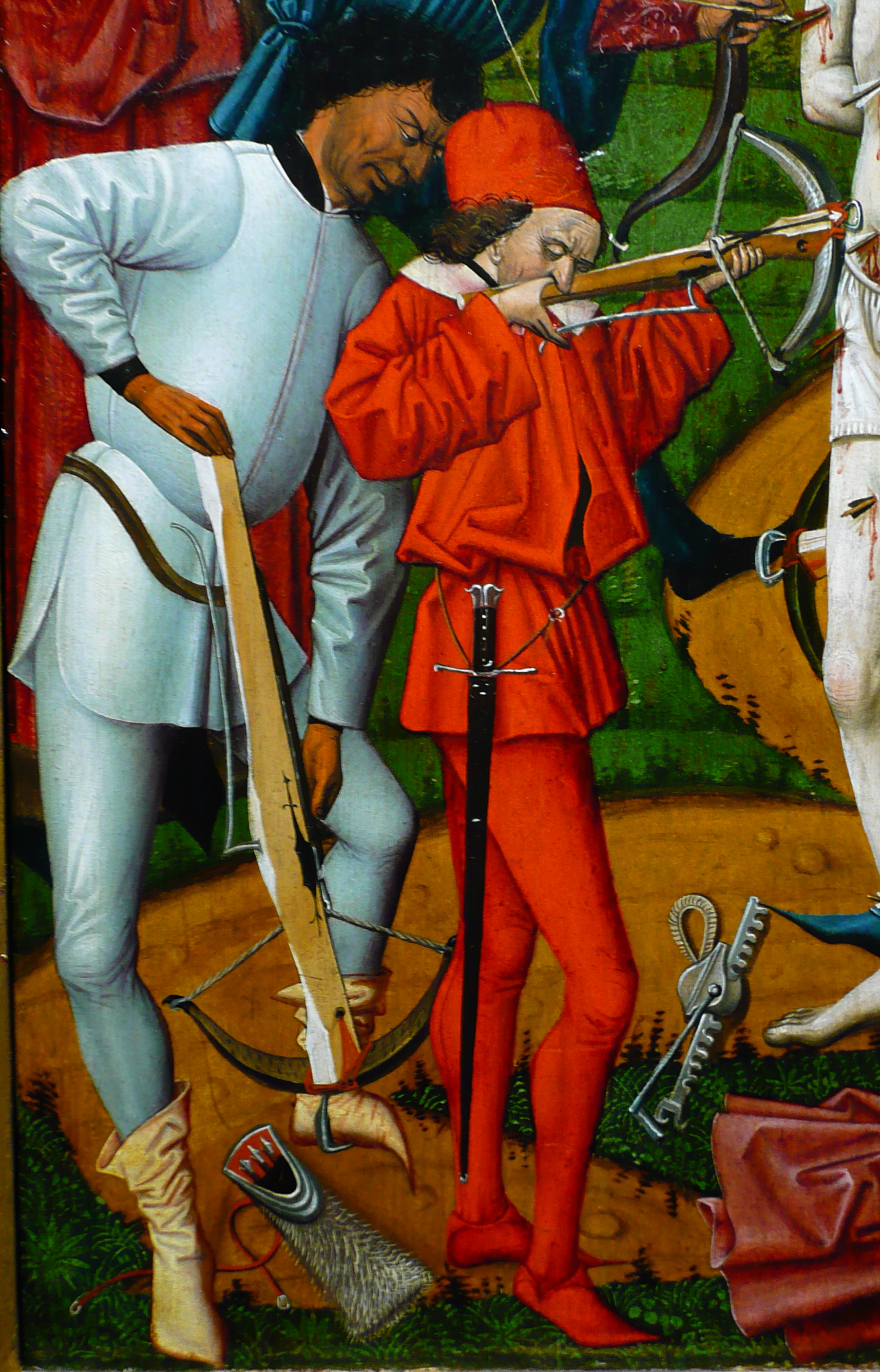
Armbrustspanner mit Spanngürtel (weiß gekleidet) hinter Armbrustschützen auf oberbayerischem Tafelgemälde um 1475

## Nachfolger Büchsenspanner und Flintenspanner
Büchsenspanner und Flintenspanner sind Nachfolgeberufe des Armbrustspanners, die ebenfalls dem Zweck dienten, die Schussrate eines qualifizierteren Schützen bei Verwendung mehrerer Waffen zu erhöhen. Neben der praktischen Funktion waren die Aufgaben oft mit Jagdaufsicht und anderen persönlichen Dienstbarkeiten verbunden; weiterhin hatten diese Berufe auch gesellschaftliche Bedeutung. Die Spanner waren angesehen, weil sie im persönlichen Umfeld hochgestellter Personen tätig waren. Gleichzeitig diente diese Art der Personalbeschäftigung dem Ansehen der jeweiligen Arbeitgeber.